# Turbonegro
Turbonegro (Turboneger a Noruega) és un grup noruec de punk rock, inicialment actiu del 1989 al 1998, després es va reunir el 2002. La seva música combina glam rock, punk rock i hard rock en un sol estil que el grup ho descriu com a "deathpunk".
Entre les principals influències del grup hi ha Black Flag, Rolling Stones, KISS, Venom, Radio Birdman, AC/DC, Iggy Pop & James Williamson, Circle Jerks, David Bowie, Electric Frankenstein, Ramones, The Lewd, Hanoi Rocks, Alice Cooper, Negazione, The Dictators i The Stooges.

## Discografia

### Àlbums d'estudi
| 1992                                   | Hot Cars and Spent Contraceptives - Alliberat: Març de 1992 - Discogràfica: Big Ball Records | — | —  | —  | —  | —  | —  | — |  |
| 1993                                   | Helta Skelta - Alliberat: 1993 - Discogràfica: Repulsion Records                             | — | —  | —  | —  | —  | —  | — |  |
| 1994                                   | Never Is Forever - Alliberat: 1994 - Discogràfica: Dog Job Records                           | — | —  | —  | —  | —  | —  | — |  |
| 1996                                   | Ass Cobra - Alliberat: 1996 - Discogràfica: Amphetamine Reptile Records                      | — | —  | —  | —  | —  | —  | — |  |
| 1998                                   | Apocalypse Dudes - Alliberat: 1998 - Discogràfica: Virgin Records                            | — | —  | —  | 20 | —  | —  | — |  |
| 2003                                   | Scandinavian Leather - Alliberat: 28 d'abril de 2003 - Discogràfica: Burning Heart Records   | — | —  | 30 | 1  | 35 | 16 | — |  |
| 2005                                   | Party Animals - Alliberat: 27 d'abril de 2005 - Discogràfica: Burning Heart Records          | — | —  | 24 | 2  | 30 | 3  | — |  |
| 2007                                   | Retox - Alliberat: 11 de juny de 2007 - Discogràfica: Scandinavian Leather Recordings        | — | —  | 20 | 2  | 45 | 3  | — |  |
| 2012                                   | Sexual Harassment - Alliberat: 2012 - Discogràfica: Scandinavian Leather Recordings          | — | 40 | 28 | 1  | 46 | 27 | — |  |
| "—" indica un llançament sense llista. |                                                                                              |   |    |    |    |    |    |   |  |

### Àlbums en directe
- Darkness Forever! (1999)

### Compilacions
- Love It To Deathpunk (Australian Best-of Compilation, 2001)
- Small Feces (box set de rareses, 2005)
- This Ain't No Fucking Melodic Punk 7" (Probe Records, 1995)

### Àlbums de tribut
- Alpha Motherfuckers: A Tribute to Turbonegro (2001)
- Los Suaves Negroes|Los Suaves Negroes: A Lounge and Bossa Tribute to Turbonegro (2007)
- Omega Motherfuckers: A Tribute to Turbonegro (2013)

### Splits
- Stinky Fingers 10" vinil (1995) – EP partit amb "Flying Crap"
- Flabby Sagging Flesh 7" vinil (1995) – "Turbonegro" / "Anal Babes Split"

### EPs
- Turboloid 12" vinil EP (1990)
- (He's a) Grunge Whore 10" vinil EP (1993)

### Singles
- "Computech" cassette tape (1989)
- "Computech + Route Zero" cassette tape & 7" vinil (1989)
- "Route Zero" 7" vinil (1989)
- "Vaya Con Satan" 7" vinil  (1991)
- "Denim Demon" 7" vinil (1995)
- "Bad Mongo" 7" vinil (1995)
- "I Got Erection" 7" vinil (1995)
- "Prince Of The Rodeo" 7" vinil (1996)
- "Suffragette City" 7" vinil (1997)
- "Get It On" 7" vinil (1998)
- "Fuck the World (F.T.W.)" 7" vinil & CD (2003)
- "Locked Down" 7" vinil & CD (2003)
- "Sell Your Body (To The Night)" 7" vinil & CD (2003)
- "High On The Crime" (2005)
- "City Of Satan" CD (2005)
- "Do You Do You Dig Destruction" només descàrrega per a mòbil & CD (2007)
- "Boys From Nowhere" European Tour 6-track EP (2007)
- "You Give Me Worms" 7" vinil (2012)

## Llibres
- Give me Friction, Baby – un llibre sobre Turbonegro i el Turbojugend, publicat l'1 d'abril de 2007.
- TRBNGR – Sagaen om denimfolket – escrit per Håkon Moslet, una biografia del grup gairebé completa des dels inicis, sobre els fans, la gent, les drogues, i l'amistat darrere de Turbonegro. (2007)